# Catocala elda
Catocala elda là một loài bướm đêm trong họ Erebidae.